# Gunnar Gabrielsson
Gunnar Gabrielsson (n. 17 iunie 1891, Sölvesborg, Comitatul Blekinge, Suedia – d. 29 martie 1981, Karlskrona, Comitatul Blekinge, Suedia) a fost un trăgător de tir ce a reprezentat Suedia, medaliat olimpic. A participat la o ediție a Jocurilor Olimpice (1920) în care a câștigat o medalie de argint.

## Participări
Lista de mai jos prezintă principalele competiții la care a participat Gunnar Gabrielsson de-a lungul carierei.
- shooting at the 1920 Summer Olympics – men's 50 metre team free pistol[*]